# Aeroportul Regional Shawnee
Aeroportul Regional Shawnee (IATA: SNL, ICAO: KSNL, FAA LID: SNL) este un aeroport din Shawnee⁠(d), Comitatul Pottawatomie, Oklahoma, Oklahoma, Statele Unite ale Americii ce deservește zona Shawnee⁠(d). A fost numit după zona deservită.
Situat la o altitudine de 327 m, aeroportul dispune de 1 pistă.

## Infrastructură

### Piste
Aeroportul dispune de o singură pistă. Pista 17/35 are suprafața de asfalt și dimensiunile 5.997 picioare × 100 picioare. 